# NGC 6130
NGC 6130 (другие обозначения — UGC 10347, MCG 10-23-66, ZWG 298.30, IRAS16185+5743, PGC 57828) — галактика в созвездии Дракон.
Этот объект входит в число перечисленных в оригинальной редакции «Нового общего каталога».
В галактике вспыхнула сверхновая SN 2001ab типа II, её пиковая видимая звездная величина составила 17,5.